# Campeonato Europeu de Halterofilismo de 1934
O 25º Campeonato Europeu de Halterofilismo foi realizado em Genova, na Itália entre 9 a 10 de novembro de 1934. Foram disputadas cinco categorias.

## Medalhistas
| Evento    | Ouro                                         | Ouro     | Prata                       | Prata    | Bronze                       | Bronze   |
| --------- | -------------------------------------------- | -------- | --------------------------- | -------- | ---------------------------- | -------- |
| 60 kg     | Attilio Bescapè · Itália                     | 285,0 kg | Max Walter · Alemanha       | 285,0 kg | Franz Andrysek · Áustria     | 282,5 kg |
| 67,5 kg   | René Duverger · França Robert Fein · Áustria | 312,5 kg | não atribuído               | –        | Adolf Wagner · Alemanha      | 295,0 kg |
| 75 kg     | Rudolf Ismayr · Alemanha                     | 347,5 kg | Theodor Heitzmann · Áustria | 332,5 kg | Karl Hipfinger · Áustria     | 330,0 kg |
| 82,5 kg   | Fritz Haller · Áustria                       | 370,0 kg | Eugen Deutsch · Alemanha    | 365,0 kg | Josef Zeman · Áustria        | 342,5 kg |
| + 82,5 kg | Václav Pšenička · Tchecoslováquia            | 385,0 kg | Josef Manger · Alemanha     | 382,5 kg | Josef Straßberger · Alemanha | 382,5 kg |

## Quadro de medalhas
| Ordem | País            | Medalha de ouro | Medalha de prata | Medalha de bronze | Total |
| ----- | --------------- | --------------- | ---------------- | ----------------- | ----- |
| 1     | Áustria         | 2               | 1                | 3                 | 6     |
| 2     | Alemanha        | 1               | 3                | 2                 | 6     |
| 3     | Tchecoslováquia | 1               | 0                | 0                 | 1     |
| 3     | França          | 1               | 0                | 0                 | 1     |
| 3     | Itália          | 1               | 0                | 0                 | 1     |
| Total | Total           | 6               | 4                | 5                 | 15    |